# Abbateggio
Abbateggio is een gemeente in de Italiaanse provincie Pescara, regio Abruzzen en telt 447 inwoners (31-12-2004). De oppervlakte bedraagt 15,7 km2, de bevolkingsdichtheid is 28 inwoners per km2.
De gemeente is onderverdeeld in de volgende frazioni: Catalano, Di Mezzo, Cusano, San Martino.

## Demografie
Abbateggio telt ongeveer 182 huishoudens. Het aantal inwoners steeg in de periode 1991-2001 met 4,2%.
| inwoneraantal 1991                        | inwoneraantal 2001 |
| ----------------------------------------- | ------------------ |
| 403                                       | 420                |
| Cijfers tienjaarlijkse volkstelling ISTAT |                    |

## Geografie
De gemeente ligt op ongeveer 450 m boven zeeniveau. Abbateggio grenst aan de volgende gemeenten: Caramanico Terme, Lettomanoppello, Roccamorice, San Valentino in Abruzzo Citeriore, Scafa.
Abbateggio · Alanno · Bolognano · Brittoli · Bussi sul Tirino · Cappelle sul Tavo · Caramanico Terme · Carpineto della Nora · Castiglione a Casauria · Catignano · Cepagatti · Città Sant'Angelo · Civitaquana · Civitella Casanova · Collecorvino · Corvara · Cugnoli · Elice · Farindola · Lettomanoppello · Loreto Aprutino · Manoppello · Montebello di Bertona · Montesilvano · Moscufo · Nocciano · Penne · Pescara · Pescosansonesco · Pianella · Picciano · Pietranico · Popoli · Roccamorice · Rosciano · Salle · San Valentino in Abruzzo Citeriore · Sant'Eufemia a Maiella · Scafa · Serramonacesca · Spoltore · Tocco da Casauria · Torre de' Passeri · Turrivalignani · Vicoli · Villa Celiera
1. ↑  https://demo.istat.it/?l=it.